# União Cruzeirense de Esportes
O União Cruzeirense de Esportes é um clube brasileiro de futebol da cidade de Cruzeiro.
A equipe foi fundada em 24 de fevereiro de 1989 e disputou três edições do campeonato paulista da terceira divisão (atual A3); uma edição do paulista da quarta divisão (atual B) e três edições do paulista da quinta divisão (atualmente extinta).
Atualmente o departamento de futebol do clube dedica-se apenas a competições amadoras.

## Participações em estaduais
- Terceira Divisão (atual A3) = 3 (três)

- 1991 - 1992 - 1993
- Quarta Divisão (atual B) = 1 (uma)

- 1990
- Quinta Divisão (atualmente extinta) = 3 (três)

- 1994 - 1995 - 1997